# Zaiga Gaile
Zaiga Gaile, född 23 mars 1951 i Riga, är en lettisk arkitekt.
Zaiga Gaile utbildade sig 1969–1975 till arkitekt på Rigas tekniska universitet, med examen 1975. Hon driver sin egen arkitektbyrå i Riga sedan 1992.
Hon har framför allt arbetat med ett antal projekt för att rusta upp gamla hus i Riga, bland annat trähus på ön Ķīpsala i Riga. Ett större restaureringsprojekt på Ķīpsala är ombyggnaden av Zelm & Boehms gipsfabrik till ett bostadsområde i två etapper 2004 och 2013. Hon har också ritat personmuseet Žaņa Lipkes memoriāls på Ķīpsala.
Zaiga Gaile är gift med Maris Gailis.

## Verk i urval
- Rigas design- och konstskola (restaurering)
- Berg's Bazaar, Riga (restaurering)
- Rumene herrgård (restaurering)
- Žaņa Lipkes memoriāls, 2012, Ķīpsala, Riga

## Bildgalleri

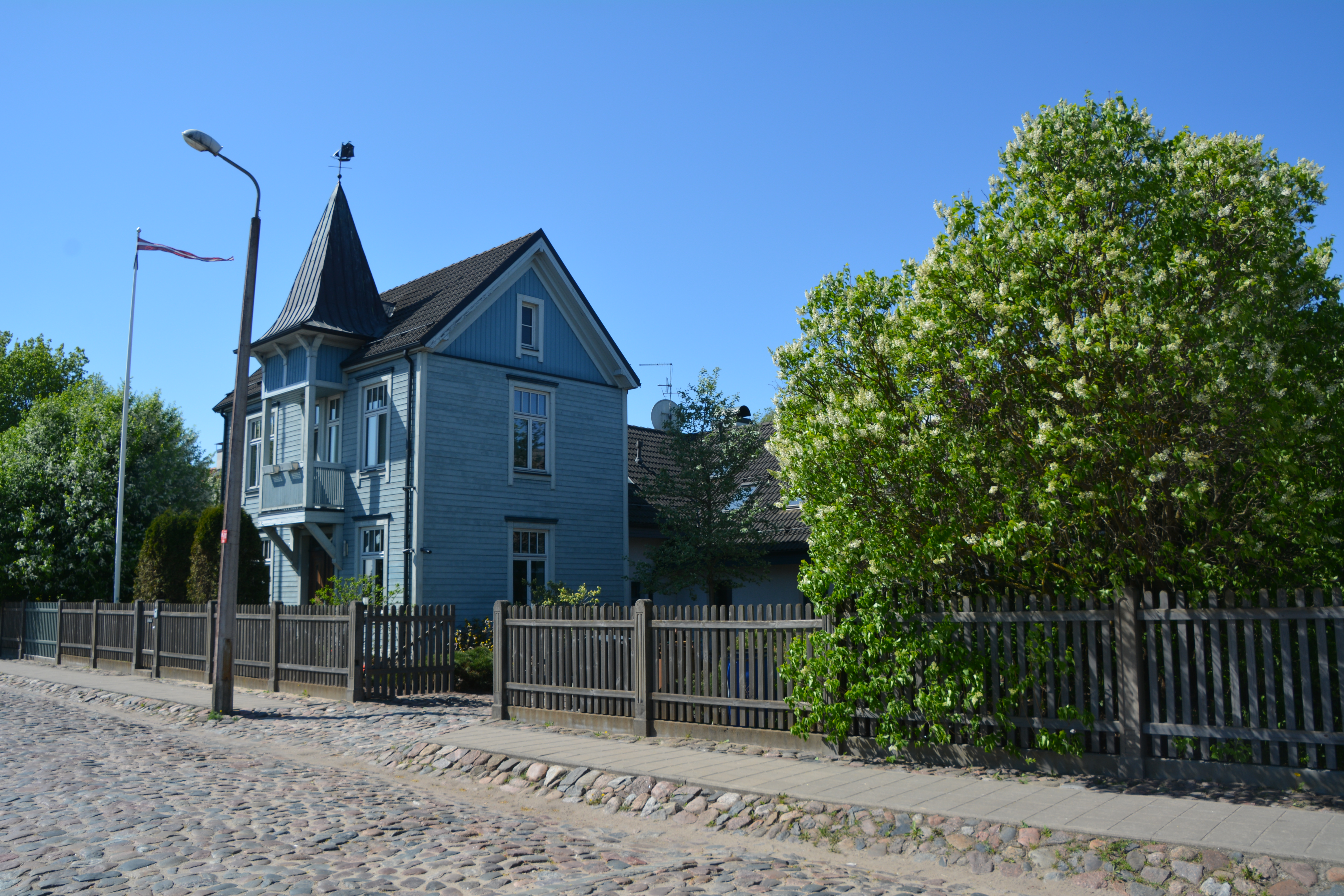
Hus på Balasta dambis på Ķīpsala, byggt på grunden till ett äldre hus
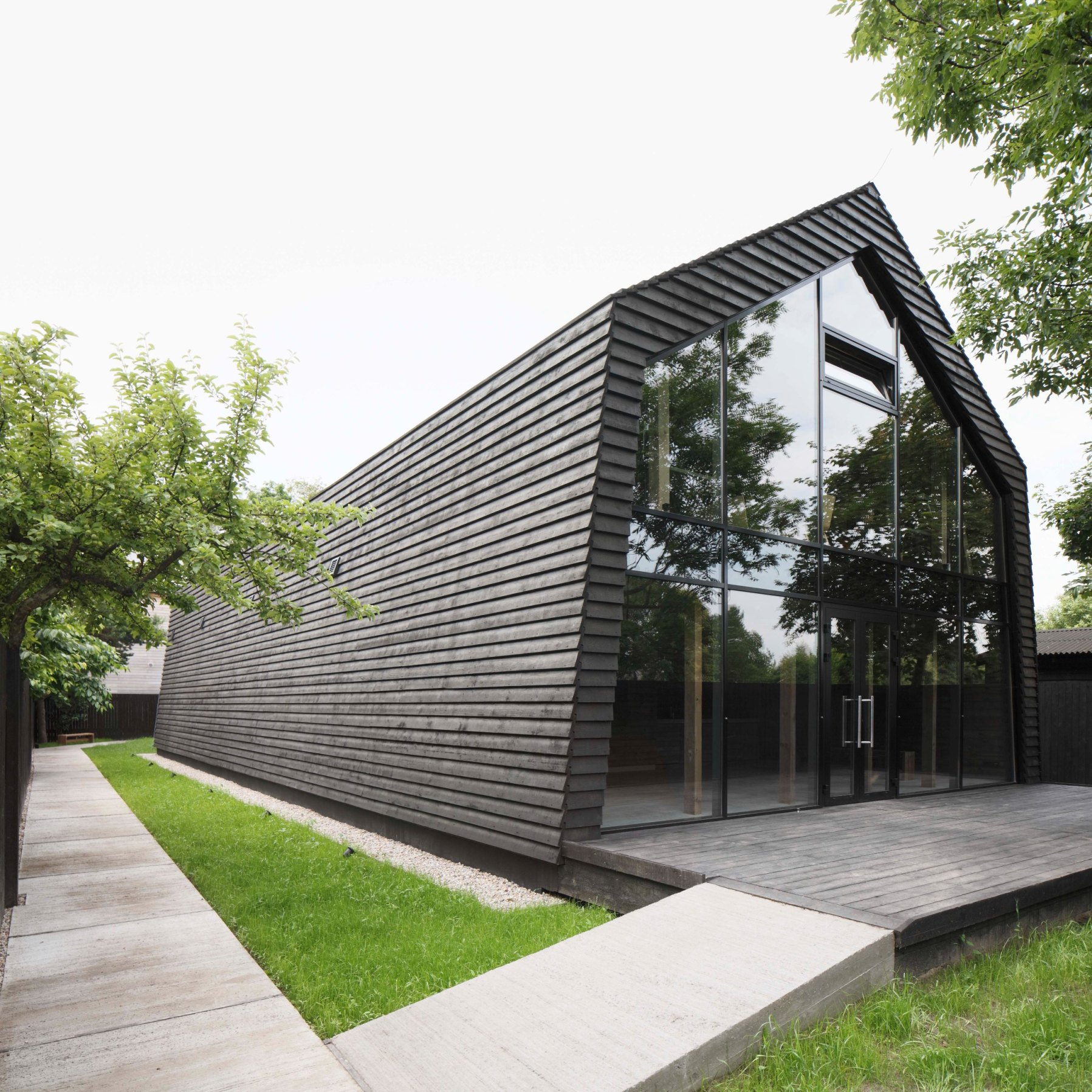
Žaņa Lipkes memoriāls, Ķīpsala
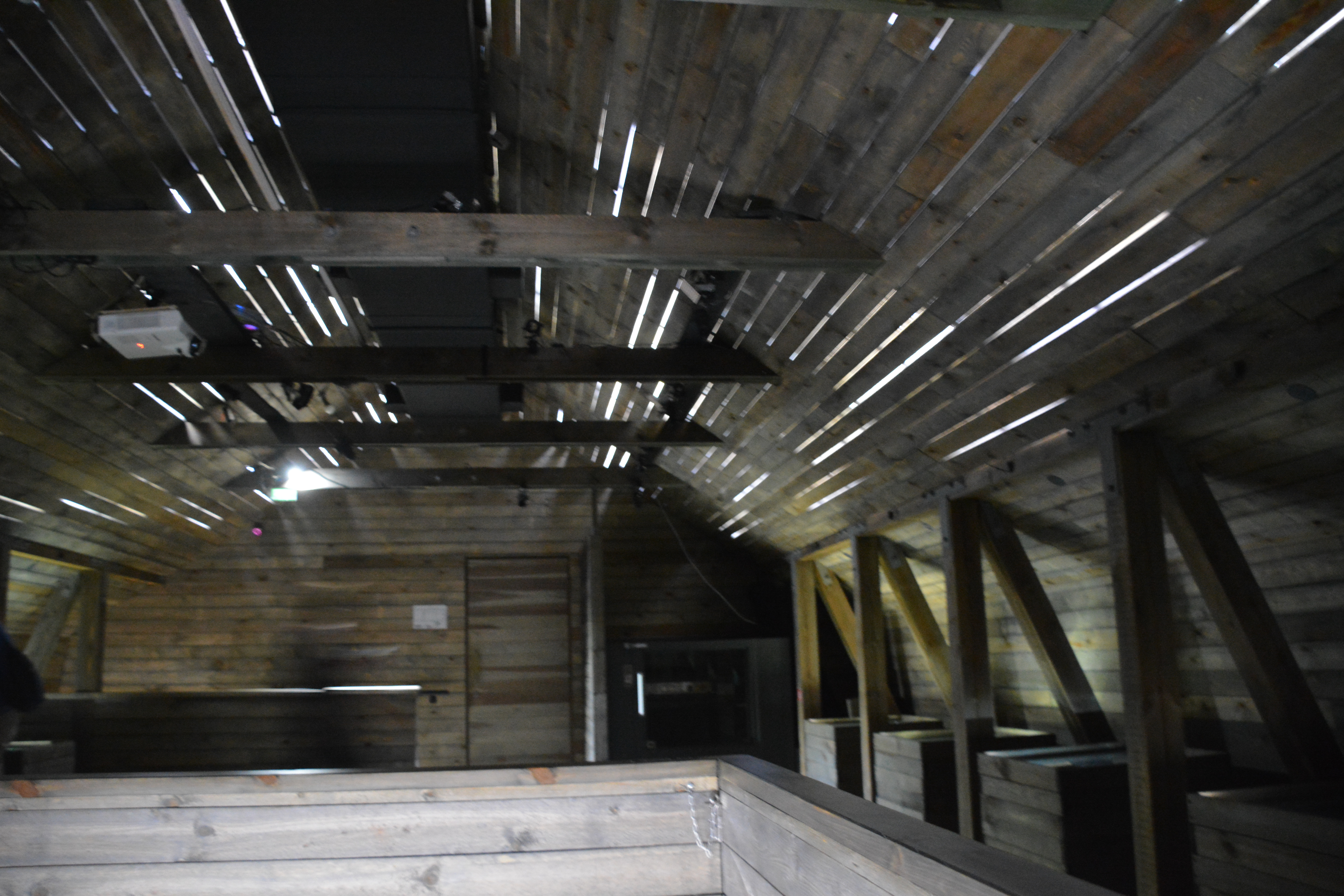
Interiör i Žaņa Lipkes memoriāls, övre våningsplanet